# Dellroy (Ohio)
Pour les articles homonymes, voir Dellroy.
Dellroy est un village américain situé dans le comté de Carroll, dans l'Ohio. Selon le recensement de 2010, sa population est de 356 habitants.